# Колючие горчаки
Колючие горчаки или обыкновенные колючие горчаки (лат. Acanthorhodeus) — род рыб семейства карповых.

## Описание
Длина тела 10—16 см. Рот конечный. Боковая линия состоит из 30—40 чешуй. В спинном плавнике 11-18 ветвящихся лучей.

## Список видов
В составе рода два вида:
- Колючий горчак (Acanthorhodeus asmussii) Dybowski, 1872
- Ханкинский колючий горчак (Acanthorhodeus chankaensis) (Dybowski, 1872)[4].

Некоторые авторы рассматривают колючих горчаков в составе рода Acheilognathus.

## Распространение
Представители рода встречаются в Амуре и его притоках Уссури, Сунгари и озере Ханка.